# Weesen
Weesen est une commune suisse du canton de Saint-Gall, située dans la circonscription électorale de See-Gaster.

Photo aérienne prise à 100 m par Walter Mittelholzer (1919).